# ル・ピュイゼ＝ドレ
ル・ピュイゼ＝ドレ （Le Puiset-Doré）は、フランス、ペイ・ド・ラ・ロワール地域圏、メーヌ＝エ＝ロワール県のかつて存在したコミューン。

## 地理
モージュ地方にある、アンジューのコミューンである。サン・クリストフ・ラ・クプリーの南東、モントルヴォーの南西に位置している。コミューンの西側はロワール＝アトランティック県との県境となっている。
ディヴァット川の水源はル・ピュイゼ＝ドレにある。

## 由来
町の組み合わさった名前は、11世紀に実在した2つの異なる教区の名に由来する。PuziacumとDoratumである。12世紀に2つの教区が1つにまとまった。
コミューンで鉄製の鉱滓が発掘されたことや、近くの地方で鉄鉱が操業していたことが証明するように、コミューンの語源は小さな坑道が存在したことを物語っている。

## 歴史

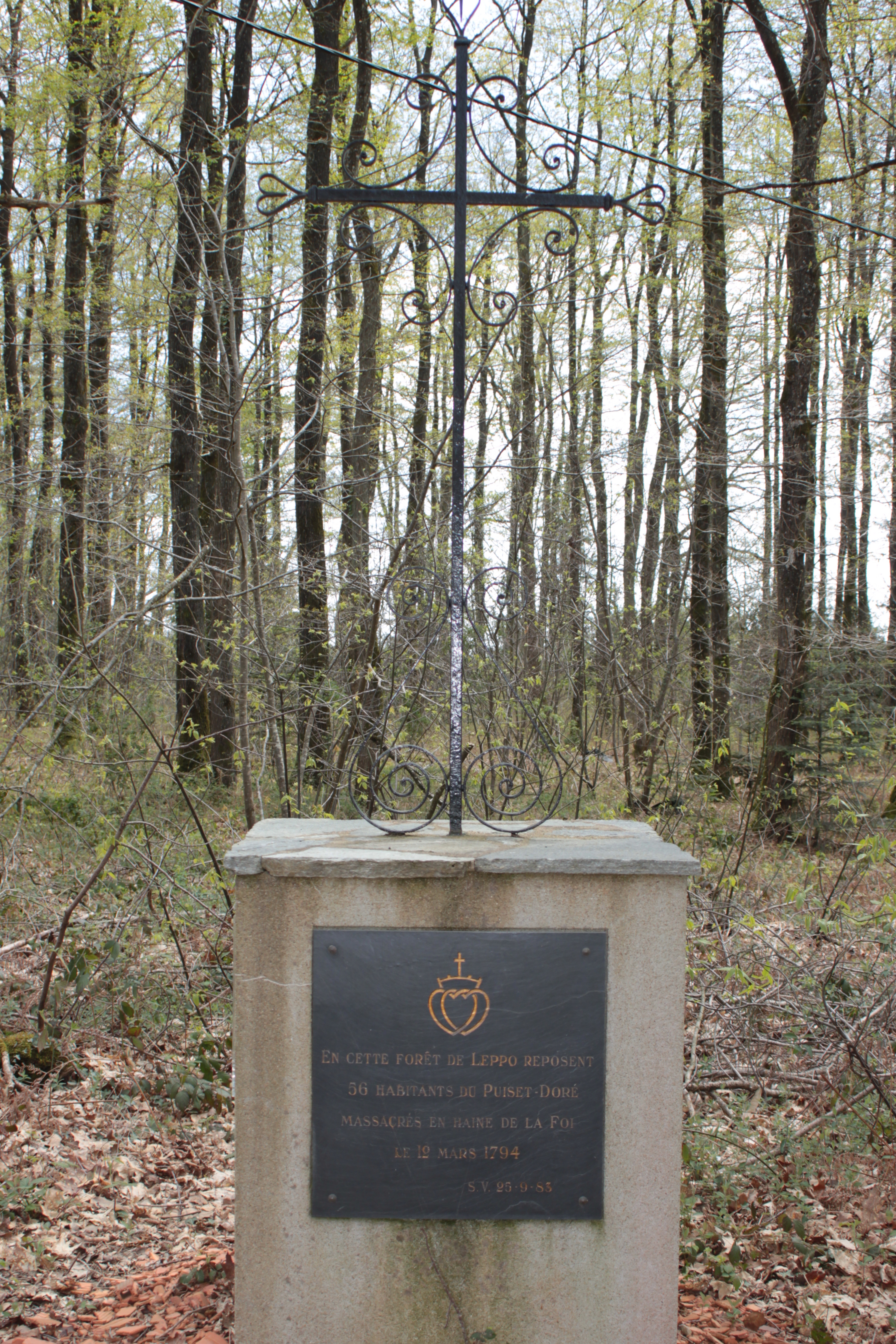
1794年3月12日、ルポの森で地獄部隊の犠牲となった56人のル・ピュイゼ＝ドレ住民を追悼する十字架

鉄鉱石の加工の過程で生じた鉱滓が出土していることから、ガロ＝ローマ時代より人が定住していたとみられる。
1794年初頭、コミューンの住民たちは、ヴァンデ・ミリテール（fr、ヴァンデ戦争で蜂起に加わった土地の総称）平定のため国民公会により派遣された地獄部隊による大量殺戮の犠牲者となった。20人が村で殺害されるか、隣接するコミューンへ連行され処刑された。
1794年3月12日、モントルヴォーへつながるルポの森に兵士たちが火を放った。そのとき住民たちはヴィルヌーヴ（現在のル・フィフ・ソーヴァン）へ逃亡したが、彼らは別の共和国側兵士たちに見つかってしまった。子どもを含む56人が森の中で殺害され、おそらく50人あまりの住民たちもその日のうちにヴィルヌーヴで殺害されてしまった。
2014年、モントルヴォー自治体間連合に加盟するコミューンが合併して新たにコミューンとなる計画が持ち上がった。2015年7月6日、自治体間連合に加盟するコミューンの議会全てで2015年12月15日にコミューン・ヌーヴェル（fr、サルコジ政権時代に成立したフランス国家領土改革法にのっとり、合併して誕生したコミューンの名称）であるモントルヴォー＝シュル＝エヴル（Montrevault-sur-Èvre）となることが可決された。合併に関する公式の県条例が出たのは2015年10月5日である。

## 人口統計
| 1962年 | 1968年 | 1975年 | 1982年 | 1990年 | 1999年 | 2006年 | 2012年 |
| ------ | ------ | ------ | ------ | ------ | ------ | ------ | ------ |
| 1001   | 977    | 955    | 969    | 968    | 928    | 1053   | 1166   |

source=1999年までLdh/EHESS/Cassini、2004年以降INSEE